# Подмићивање
Подмићивање је чин давања или примања нечега вредног у замену за неку врсту утицаја или акције заузврат, коју приматељ иначе не би променио. Подмићивање је дефинисано Црним правним речником као понуда, давање, примање или тражење било које вредне ствари која би могла да утиче на поступке службеника или другог лица задуженог за јавну или правну дужност. У суштини, подмићивање нуди да се нешто учини за некога за изражену сврху добијања нечега у замену. Поклони од новца или друге вредне ствари које су иначе доступни свима на еквивалентној основи, а не за непоштене сврхе, нису мито. Понуда попуста или поврата свим купцима је правни попуст и није подмићивање. На пример, легално је да запослени у Комисији за комуналне делатности буде укључен у регулацију електричне енергије како би прихватио рабат на електрични сервис који смањује њихове трошкове за електричну енергију, када је попуст доступан другим потрошачима електричне енергије. Међутим, давање рабата како би се утицало на њих да гледају повољно на апликације за повећање цијене електричне енергије, сматрало би се подмићивањем. 
Мито је дар који се даје да би се утицало на понашање примаоца. То може бити новац, роба, права на акције, некретнине, давање првенства, привилегија, приход, објекти вредности, предности, или само обећање да изазову или да утичу на акцију, глас, или утицај лица у званичном или јавном својству.